# عبد المنعم العامري
عبد المنعم العامري (1978) مغني إماراتي. من أصول يمني 

## حياته
عبد المنعم العامري من مواليد 14 أكتوبر1978 في أبو ظبي في الإمارات.

## مسيرته الرياضية والفنية
انتقل من عالم كرة القدم إلى عالم الفن فكان في كليهما مبدعا وفنانا. اضطرّ عبد المنعم العامري على إثر إصابة لعينة للابتعاد عن ميادين كرة القدم بعد أن أمضى تسعة مواسم ضمن نادي العين وخلال فترة المُعالجة الطبية وجّه اهتمامه لتعلم العزف على العود. بعد إتقانه العزف على العود تأثّر عبد المنعم العامري بمجموعة من رائدي الفن الخليجي على غرار الفنان أبو بكر سالم وفنان العرب محمد عبده والفنان فيصل العلوي والفنان الإماراتي الكبير ميحد حمد الذي كان له عظيم الأثر في تحول العامري من الهواية إلي احتراف الغناء.

## ألبوماته
ما إن بدأ عبد المنعم العامري مسيرته الفنية الاحترافية حتى انتشرت أغانيه في الساحة وأصدر عدّة ألبومات ناجحة بدأها سنة 1998 بباكورة إنتاجه «تريد الهوى». ثم وفي السنة الموالية ألبوم «شفاف» ثم ألبوم «ونتي» سنة 2000 وبعد ثلاث سنوات أصدر ألبومه الرابع «عسل» سنة 2003 يليه «قربك حبيبي» سنة 2004 وفي سنة 2006 أصدر ألبومه السادس الذي حمل اسمه عنوانا «العامري 2006». أمّا آخر ألبوم له فكان سنة 2009 بعنوان «الأسطورة» وقد حقق من خلالها نجاحا كبيرا سيّما بعد أن صوّر إحدى أغاني الألبوم «كر وفر» في هوليود وقد أنهى تصوير أغنية ثانية بعنوان «عوض» تعتبر تتمّة للأغنية الأولى ومن المنتظر أن تكون في ألبومه الجديد «الأسطورة 2». شارك عبد المنعم العامري في الكثير من المهرجانات الفنية على غرار «ليالي دبي»، «مهرجان جرش»، «مهرجان صلالة» والكثير من الفعاليات الفنية التي جرت في الوطن العربي. 
- 1998 تريد الهوى.
- 2000 شفاف.
- 2003 عسل.[7][8]
- 2004 قربك حبيبي.
- 2006 العامري 2006.[9]
- 2009 الأسطورة.

## مهرجانات
- ليالي دبي.
- مهرجان جرش.

## وصلات خارجية
لم يتم العثور على روابط لمواقع التواصل الاجتماعي.